# 게쉬티난나
게쉬티난나(Geshtinanna, Geštinanna, Ngeshtin-ana)는 엔키와 닌후르사그의 딸이었다.  두무지가 죽었을 때, 그녀는 밤낮으로 애도하였다. 그녀는 죽은 후 와인과 겨울의 여신이 되었다. 그녀는 성스러운 시인이며 꿈의 해몽자였다.
게쉬티난나는 그녀의 형제 두무지의 죽음에 대한 신화에서 그녀의 역할로 가장 잘 알려진 메소포타미아 여신이었다. 메소포타미아 판테온에서 그녀가 어떤 역할을 했는지는 확실하지 않지만, 그녀가 서기 기술 및 꿈 해석과 관련이 있다는 것은 잘 입증되었다. 그녀는 지하세계에서 서기로 봉사할 수 있었는데, 신화 이난나의 강림(Inanna's Descent)에 따르면 그녀는 매년 반년 동안 그녀의 형제를 대신하여 거주해야 했다.
게쉬티난나 숭배에 대한 증거는 대부분 그녀가 자신의 컬트 센터인 사굽(Sagub)을 가지고 있던 초기 왕조 시대의 라가시(Lagash)주에서 찾을 수 있다. 그녀는 예를 들어 우루크와 텔아리마와 같은 다른 도시의 판테온에도 참석했다. 그녀는 고대 바빌로니아 시대 이후 숭배를 중단했지만 나중에도 그녀는 여전히 신 목록과 문학 문헌에 언급되었으며 그중 일부는 메소포타미아에 대한 셀레우코스 통치 기간 동안 여전히 반복되어 사용되었다.